# Итикава, Сёити
Сёити Итикава  (20 марта 1892 — 15 марта 1945, Мияги, о. Хонсю, Япония) — деятель рабочего движения Японии, один из лидеров Коммунистической партии Японии.

## Биография
В 1916 году окончил литературный факультет университета Васэда. Со студенческих лет принимал активное участие в рабочем движении. После создания в 1922 году Коммунистической партии Японии (КПЯ), вступил в её ряды и был редактором журнала «Мусан кайкю» («Класс неимущих»). Также был назначен редактором печатного органа КПЯ «Сэкки» («Красное знамя»), который был создан на основе печатных органов трех крупнейших подпольных обществ, вошедших в компартию.
Преследовался властями за революционную деятельность. В июне 1923 году в Японии прошла первая волна арестов коммунистов, в рамках которой Сёити подвергся тюремному заключению сроком в восемь месяцев вместе со своим братом. Поводом для облавы стала прошедшая месяцем ранее антимилитаристская демонстрация студентов университета Васэда в присутствии военного министра во время открытия общества по изучению военных дел.
Во время следующей массовой полицейской облавы 15 марта 1928 года Итикава смог избежать ареста и уехал в Советский Союз, чтобы представить КПЯ на Шестом конгрессе Коминтерна в Москве, на котором был избран членом Исполкома Коминтерна.
По возвращении в Японию возглавлял Центральный комитет Коммунистической партии Японии. 16 апреля 1929 года вновь был арестован вместе с другими коммунистами.

В июне 1931 года состоялся длительный судебный процесс над 270 арестованными коммунистами, где Итикава выступил с обличением правительства и с защитой программы и тактики КПЯ. Речь была записана и нелегально отпечатана отделом пропаганды КПЯ для вдохновения соратников — Сёити приобрел славу «японского Димитрова»: 
«Партия неизбежно будет расти и развиваться. Неизбежна также и победа партии, а именно победа пролетариата».
Был приговорён к пожизненному тюремному заключению. Седьмой конгресс Коминтерна в 1935 году заочно избрал его членом Исполкома, как и заключенного в тюрьму немецкого коммуниста Эрнста Тельмана.
В заключении содержался в тяжелых условиях и подвергался пыткам — перед смертью он весил лишь 33,75 кг при росте в 170 см, скончался в тюрьме Мияги 15 марта 1945 года.